# Ilex dipyrena
Ilex dipyrena là một loài thực vật có hoa trong họ Aquifoliaceae. Loài này được Wall. mô tả khoa học đầu tiên năm 1820.